# Gianluca Pini
Gianluca Pini (Bologna, 9 marzo 1973) è un politico italiano.

## Biografia
È stato deputato nella XV, XVI e XVII legislatura. 
Dall'8 gennaio 2015 è stato vicepresidente del Comitato per la legislazione e vicepresidente del Comitato permanente sulla politica estera e relazioni esterne dell'Unione europea. 
È stato inoltre componente della commissione Affari esteri e comunitari, della Commissione parlamentare di inchiesta sul rapimento e sulla morte di Aldo Moro e della Commissione parlamentare di inchiesta sui fenomeni della contraffazione, della pirateria in campo commerciale e del commercio abusivo.

## Attività politica
Fu segretario nazionale della Lega Nord Romagna dal 1999 al 2015.
Pini è tra i fondatori dei "Barbari sognanti" la corrente che nel 2012 porta Roberto Maroni a segretario della Lega Nord.
Nel 2013 annuncia la sua candidatura al congresso del partito, sfidando Umberto Bossi e Matteo Salvini, ma la candidatura non viene accettata per un vizio di forma.
Rappresentante dell'area Federalista e Autonomista della Lega Nord,  al congresso del 2017 sostiene il candidato Giovanni Fava alternativo a Matteo Salvini.
A gennaio 2018 annuncia di non volersi ricandidare alle elezioni politiche per motivi personali.

## Attività imprenditoriale
Dopo l'avventura politica è tornato all'attività imprenditoriale. 
E' titolare di numerosi ristoranti ed esercizi pubblici nella riviera romagnola.
Pini è stato presidente dalla stagione sportiva 2003/2004 alla stagione 2011/2012 dell'A.S.D. Tre Martiri 1949 S.M. (già Pol. Tre Martiri di S. Martino in Strada)
 Sponsor tecnico Rinieri srl

## Procedimenti giudiziari
Nel giugno 2023, viene arrestato con l'accusa di aver venduto all'Ausl Romagna delle mascherine, provenienti dalla Cina, con false certificazioni e prezzi superiori a un euro l'una.